# Ranger 3
Ranger 3 var en obemannad rymdsond från NASA, med uppdrag att fotografera månens yta. Den sköts upp från Cape Canaveral, med en Atlas LV-3 Agena-B, den 26 januari 1962. På grund av problem med raketens styrsystem missade rymdsonden månen med 36 800 kilometer och hamnade i omloppsbana runt Solen.

### Fotnoter
1. ↑  ”NASA Space Science Data Coordinated Archive” (på engelska). NASA. https://nssdc.gsfc.nasa.gov/nmc/spacecraft/display.action?id=1962-001A. Läst 24 mars 2020.